# Fekete vonat (film)
A Fekete vonat ifj. Schiffer Pál 1970-ben bemutatott szituációs dokumentumfilmje, mely a Szabolcs-Szatmár megyéből Budapestre ingázó dolgozókat szállító munkásvonatokon (az ún. fekete vonatokon) utazók életébe nyújt bepillantást. A film kedvező fogadtatásban részesült és a témát feldolgozó egyik leghíresebb alkotássá vált. Noha nem ők voltak az elsők, akik a fekete vonatok világáról forgattak filmet: Gaál István Oda-vissza című alkotása nyolc évvel korábban, 1962-ben készült. Schiffer további két filmet is forgatott az ingázókról: Cséplő Gyuri (1978) és A pártfogolt (1981) címmel.

## A film

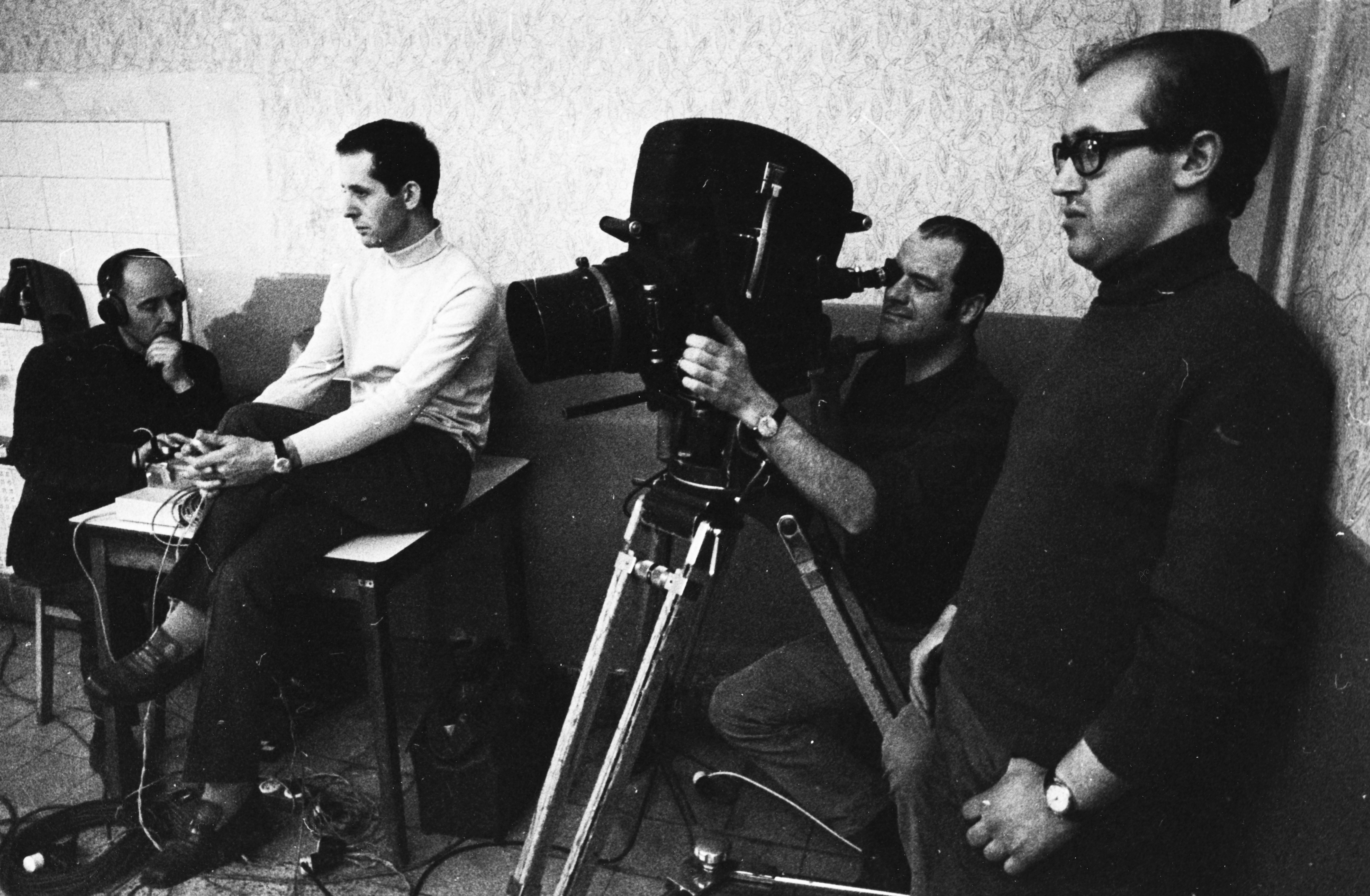
A film forgatása

Schiffer Pál és operatőre, Andor Tamás minden különösebb terepismeret nélkül vágott neki a forgatásnak. „És felszálltunk a FEKETE VONATRA. Schiffer Pali elintézte az engedélyeket, aztán azt mondta, hogy hunyjuk be a szemünket és ugorjunk bele. De közben nagyon is nyitva kellett tartanunk azokat a bizonyos szemeket, amelyeket könnyen kiverhettek volna. A Fekete Vonaton utazott hétvégeken oda-vissza a vándormunkások sötét tömege, a család viszontlátásának részeg várakozásában, vagy éppen az elválás dühében. Sok esetben háromszáz kilométert bumliztak az ország különböző építkezéseihez segédmunkára. Az »odvas farakásként«, egymás hegyén-hátán alvó emberek tömegébe vetettük magunkat, és az összehányt, mocskos kupék mélyén megszólaltattuk azokat, akik hajlandónak mutatkoztak sorsukon elmélkedni." – emlékezett vissza Andor, aki egy akkoriban újdonságnak számító kézikamerával rögzítette a felvételeket. Szakmai kihívás volt a forgatás a vasúti kocsik szűkös és zsúfolt utasterében. A felvételeket két nap alatt rögzítették: a film első részében a Budapestről a keleti országrészbe tartó vonaton interjúvolták meg az utasokat, majd az Újfehértón leszálló munkások otthonaiba látogattak el. 
Az egyik riportalany egy hatéves kisfiú, Kitka János volt, aki később a rendező A pártfogolt (1981) című dokumentumfilmjének főszereplője lett. 
A film befejező jeleneteit a visszaúton, Budapest felé forgatták. Itt már nem készültek interjúk. A Fekete vonat a Balázs Béla Stúdió kísérleti keretéből készült.
Schiffer elmondása szerint a film segítségével szerették volna felhívni a figyelmet a vidékről Budapestre ingázó munkások életformájára, akik számára az egyetlen megélhetési lehetőséget a budapesti munkavállalás jelentette.